# Clement Hall Sinnickson

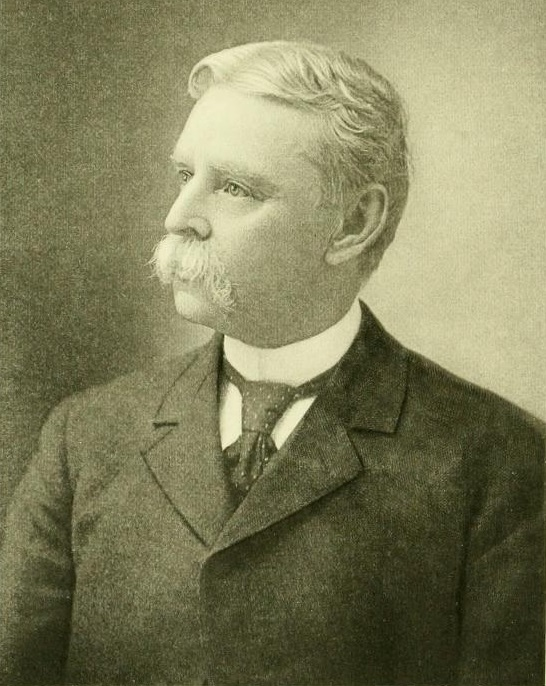
Clement Hall Sinnickson

Clement Hall Sinnickson (* 16. September 1834 in Salem, Salem County, New Jersey; † 24. Juli 1919 ebenda) war ein US-amerikanischer Politiker. Zwischen 1875 und 1879 vertrat er den Bundesstaat New Jersey im US-Repräsentantenhaus.

## Werdegang
Clement Sinnickson war der Großneffe des Kongressabgeordneten Thomas Sinnickson (1744–1817). Er besuchte private Schulen und das Polytechnic Institute in Troy im Bundesstaat New York. Im Jahr 1855 absolvierte er das Union College in Schenectady. Nach einem anschließenden Jurastudium und seiner 1858 erfolgten Zulassung als Rechtsanwalt begann er in Salem in diesem Beruf zu arbeiten. Während des Bürgerkrieges war er Hauptmann im Heer der Union.
Politisch schloss Sinnickson sich der Republikanischen Partei an. Bei den Kongresswahlen des Jahres 1874 wurde er im ersten Wahlbezirk von New Jersey in das US-Repräsentantenhaus in Washington, D.C. gewählt, wo er am 4. März 1875 die Nachfolge von John W. Hazelton antrat. Nach einer Wiederwahl konnte er bis zum 3. März 1879 zwei Legislaturperioden im Kongress absolvieren. Nach dem Ende seiner Zeit im US-Repräsentantenhaus praktizierte er wieder als Anwalt. Im Jahr 1880 war Sinnickson Delegierter zur Republican National Convention in Chicago, auf der James A. Garfield als Präsidentschaftskandidat nominiert wurde. Seit 1896 amtierte er als Berufungsrichter. In dieses Amt wurde er in den Jahren 1901 und 1906 erneut ernannt. Er starb am 24. Juli 1919 in seinem Geburtsort Salem, wo er auch beigesetzt wurde.